# Maor Melikson
Maor Melikson (* 30. Oktober 1984 in Jawne, Israel) ist ein ehemaliger israelischer Fußballspieler polnischer Abstammung.

## Vereinskarriere
Melikson wurde im israelischen Jawne geboren. Seine Mutter stammt aus Polen und war nach Israel ausgewandert. Dadurch besitzt Melikson auch die polnische Staatsbürgerschaft.
Melikson begann seine Profikarriere im Alter von 18 Jahren bei Beitar Jerusalem, wo er von 2002 bis 2006 spielte und acht Tore in 111 Spielen erzielte. 2006 wechselte er zum Ligakonkurrenten Maccabi Haifa und spielte hier zwei Saisons, bevor er 2008 zu Hapoel Kfar Saba wechselte. In einer Saison in Kfar Saba spielte er lediglich 15 Partien. Für die Saison 2008/09 unterschrieb er dann bei Hapoel Be’er Scheva. Hier spielte er drei Saisons, war Mannschaftskapitän und wurde Nationalspieler. Auf der Suche nach einer neuen Herausforderung unterschrieb er Anfang 2011 beim polnischen Wisła Kraków einen Viereinhalbjahresvertrag.
Im Januar 2013 wechselte Melikson zum französischen Erstligisten FC Valenciennes, bei dem er einen Vertrag bis Ende Juni 2015 unterschrieb. Die Ablöse betrug umgerechnet etwas mehr als 900.000 Euro. Er verließ den Verein im Juli 2014 und schloss sich wieder Hapoel Be’er Scheva an, für den er fünfeinhalb weitere Jahre spielte. Mit dem Club wurde er 3 mal israelischer Meister und 2 mal Pokalsieger.

## Nationalmannschaft
In der Israelischen Nationalmannschaft debütierte er am 26. Mai 2010 bei einem Freundschaftsspiel gegen Uruguay.